# Concordia sulla Secchia
Concordia sulla Secchia – miejscowość i gmina we Włoszech, w regionie Emilia-Romania, w prowincji Modena.
Według danych na rok 2004 gminę zamieszkiwało 8214 osób, 200,3 os./km².